# Брег при Добу
Брег при Добу (словен. Breg pri Dobu) је насељено место у општини Иванчна Горица, Средњесловенска регија, Словенија.

## Историја
До територијалне реорганизације у Словенији био је у саставу старе општине Гросупље.

## Становништво
У попису становништва из 2011. године, Брег при Добу је имао 15 становника.
| Број становника према пописима | Број становника према пописима | Број становника према пописима |
| ------------------------------ | ------------------------------ | ------------------------------ |
| 1991                           | 2002                           | 2011                           |
| 11                             | 13                             | 15                             |

Напомена: До 1953. исказивано под именом Брег.